# Джуді Сілл
Джуді Лінн Сілл (англ. Judith Lynne Sill; 7 жовтня 1944 — 23 листопада 1979) — американська співачка та композиторка. Перша виконавиця, яка підписала контракт із лейблом Девіда Геффена «Asylum». Випустила два альбоми, потім недовго пропрацювала художницею анімації та померла від зловживання наркотиками у 1979 році.
Її дебютний альбом було випущено наприкінці 1971 року, за ним через 18 місяців вийшов другий — «Heart Food». В 1974 вона записала демо-версії для третього альбому, які були випущені з іншими рідкісними записами в 2005 році на дводисковому збірнику «Dreams Come True».